# Stefan Pauly
Stefan Dieter Pauly ist ein Flottillenadmiral der Marine der Bundeswehr und seit Juni 2022 Commander Surface Forces NATO and Deputy Chief of Staff Operation im Allied Maritime Command in Northwood, Vereinigtes Königreich.

## Militärische Laufbahn
Pauly trat 1982 in die Bundesmarine ein und diente im 1. Ubootgeschwader. Von 1991 bis 1993 führte er U 25. Von 1995 bis 1997 absolvierte er den 37. Admiralstabslehrgang an der Führungsakademie der Bundeswehr in Hamburg. Von 2002 bis 2004 führte er das 3. Ubootgeschwader. Anschließend wurde er stellvertretender Referatsleiter im Führungsstab der Marine im Bundesministerium der Verteidigung. Pauly war von 2010 bis 2013 im Dienstgrad Kapitän zur See Leiter der Einsatzgruppe Maritime Operationen im Einsatzführungskommando der Bundeswehr in Schwielowsee bei Potsdam. Bis Oktober 2018 war er Referatsleiter SE I 1 in der Abteilung Strategie und Einsatz im Bundesministerium der Verteidigung. Dann ging er im temporären Dienstgrad eines Flottillenadmirals als Assistent Chief of Staff J 2 (Militärisches Nachrichtenwesen) zum Joint Force Command Naples der NATO nach Neapel (Italien). Auf diesem Dienstposten folgte ihm Michael Kulla nach. Im Oktober 2019 trat er seinen Dienstposten im Joint Force Command Norfolk an. Im Juni 2022 übernahm er den Dienstposten in Northwood.